# 和田光太郎
和田 光太郎（わだ こうたろう、1983年12月18日 - ）は、日本の官僚（国土交通省）・NHKの元アナウンサー。

## 人物・来歴
東京都豊島区出身。二松學舍大学附属高等学校、立命館大学法学部卒業。大学在学中にNHK京都放送局にアルバイトとして採用された。その後、通常の定期採用試験を経て2006年入局。
2019年7月、国土交通省に入省。

## 嗜好・挿話
- 趣味は航空機全般で、特にボーイング747-400が好み。もとは、マリンジャンボがきっかけで飛行機が好きになった[2]。

- NHKでは所属する放送局ホームページ内の自身のブログで毎回必ず飛行機や航空業界の話題を発信していたほか、番組などでも航空に関する知識を披露することがあり、その内容についてエアライン (雑誌)は「筋金入り」[3]と表現し、俳優のとよた真帆も「たまらなく面白い」と評価する[4]。

- 2012年9月には自身で企画しパーソナリティも担当する番組「ヒコーキ・ラジオ NHK001便」が羽田空港第1旅客ターミナルから放送された[5]。その後も続編を制作していたほか、ボーイング787やMRJの取材を行ったり、空港イベントで講演を行う[6]など航空関係を中心に活動の範囲を広げていた。

- 宮崎、神戸の両局では自身がキャスターを務めるニュース番組内で「モノコレ」と題しものづくりを取材するコーナーを制作しており、地場産業にも造詣が深い[7]。

- 国土交通省入省後も、再放送ながらNHKの全国放送に出演しており[8]、その際はアナウンサーとして表記されている。

## 過去の担当・出演番組
青森放送局時代（2006年度 - 2010年度）
- これこそ!わが町 元気魂
- 着信御礼!ケータイ大喜利
  - 男性アナウンサー2人目、2006年入局組としては初登場。ゲストの森下千里らから「一昔前のアイドル」と評される。
- MUSIC JAPAN ※NHKホールでの司会のみ
- 生中継 ふるさと一番!
- NHK BSニュース

宮崎放送局時代（2010年度 - 2015年度）
- 東日本大震災中継（NHK仙台放送局）（2011年）
- ヒコーキ・ラジオ NHK001便
- 今日は一日"SORAソング"三昧 ヒコーキ・ラジオ NHK002便
- ニュースWAVE宮崎（キャスター）
- うまいッ!（2012年5月20日）
- ひるブラ（2012年4月12日 - ）
  - 番組開始直後から終了目前までの約6年、少なくとも12回出演[9]。タレントゲスト並みの出演回数を誇っていた。

神戸放送局時代（2015年度 - 2019年度）
- あさイチ（2015年6月4日、2017年7月20日）
- 兵庫ニュース845
- 阪神・淡路大震災21年中継（2016年1月17日）
- ニュースKOBE発（キャスター：2016年4月4日 - 2019年3月22日）
- 熊本地震中継（NHK熊本放送局）（2016年）
- 高専ロボコン2016（2016年12月11日）
- ゆく年くる年（2016年12月31日 - 2017年1月1日）[10]
- NHKニュースおはよう関西（NHK大阪放送局）（キャスター：2017年8月7日 - 18日、2018年2月5日 - 9日）
- ニュースほっと関西（NHK大阪放送局）（キャスター：2018年8月21日 - 25日）
- Live Love ひょうご（キャスター：2019年4月8日 - 6月7日）
- うまいッ!（2019年5月13日）
- ひるブラ（ - 2017年10月11日）

国土交通省入省後（2019年度 - ）
- うまいッ!（2020年4月27日、2020年5月1日）[11]
- 海の日プロジェクト2020 ～川栄李奈の#知ろうもっと海のこと～（2020年7月17日公開）
- 海の日プロジェクト2021「知ってみよう　実はすご～い!海のこと」（2021年7月20日公開）
- 青木源太・足立梨花 Sunday Collection（TOKYO FM・2024年3月10日）[12]

## 年表
以下は国土交通省入省後の経歴。 
- 2019年07月：国土交通省入省
- 2019年07月：国土交通省海事局総務課企画室課長補佐
- 2020年06月：国土交通省大臣官房総務課企画調整官
- 2021年07月：内閣府総合海洋政策推進事務局有人国境離島政策推進室参事官補佐
- 2023年07月：国土交通省総合政策局バリアフリー政策課障害者政策企画調整官

## 同期のアナウンサー
- 池野健
- 出田奈々
- 小林陽広
- 児林大介
- 小宮山晃義
- 杉浦友紀
- 瀬田宙大
- 高橋さとみ
- 利根川真也
- 中野淳
- 吉田真人
- 和田光太郎
- 渡邊佐和子